# Palais Isnello
Le palais Isnello, également connu sous les noms de palais Termine d'Isnello ou palais Sant'Antimo al Cassaro, est un palais du XVIIIe siècle, situé sur le Cassaro (it), à la limite nord du quartier de la Kalsa (it), à Palerme, en Sicile.
Ce monument présente un intérêt notable : la façade post-baroque de 1750, annonce le néoclassicisme, au piano nobile se trouvent l'Apothéose de Palerme, caractéristique de la peinture rococo sicilienne, et une des huit représentations du Génie de Palerme, l'ancien génie protecteur de la ville.
Au XIXe siècle y habitait l'arabisant Michele Amari.

## Histoire

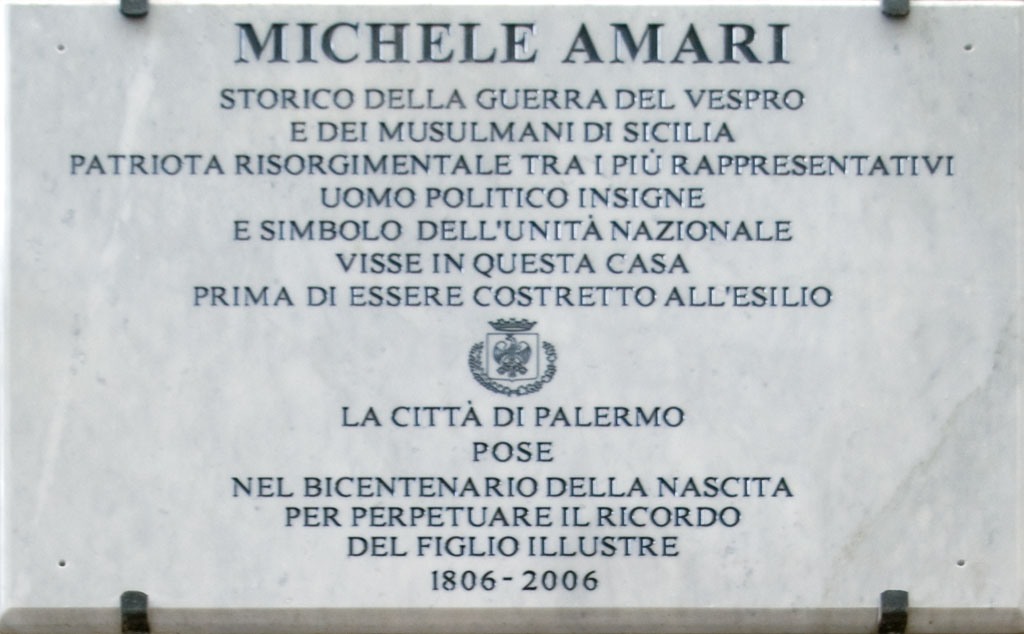
Plaque commémorative de la naissance de Michele Amari, Palazzo Isnello, Palerme.

Au XVIe siècle Paolo Ferreri, baron de Pettineo, fit ériger le premier noyau du palais. Depuis 1748 celui-ci devient propriété de Vincenzo Termine, comte d'Isnello et prince de Baucina, qui en confie l'agrandissement à un architecte à nous inconnu. La construction, qui englobe six maisons médiévales dont il reste quelques traces, fut complétée en 1750.
En 1760 furent réalisées les fresques du bel étage, œuvres de Vito d'Anna et de Francesco Sozzi.
L'architecte français Léon Dufourny, qui vécut à Palerme de 1789 à 1793, a annoté dans son journal qu'en ces années-là les conditions du palais laissaient à désirer.
Au XIXe siècle le Palais Isnello passa, en ligne de succession, à Vincenzo Ruffo Filangieri, prince de Sant'Antimo.
Vers la même époque vécut dans le palais l'historien et arabisant Michele Amari, jusqu'au moment où, en 1843, pour avoir exprimé ses idées d'autonomie et de révolution dans l'ouvrage La guerra del Vespro siciliano (La guerre des Vêpres siciliennes), il fut exilé en France par le gouvernement bourbon du royaume des Deux-Siciles.
En 1890 des entrepôts furent construits à l'intérieur de la cour.
En 1929 la famille Napolitano devint propriétaire de l'édifice, et chargea un ingénieur d'une restructuration radicale : le sol des salles d'apparat fut refait, l'escalier monumental supprimé et remplacé par un escalier de copropriété qui empiéta ultérieurement sur la superficie de la cour d'honneur, déjà réduite de moitié par les interventions de 1890; l'entrée sur le Cassaro fut bouchée et remplacée par la vitrine d'un magasin, tout comme les arcades du rez-de-chaussée, éliminées et remplacées par des nouveaux magasins.
La porte cochère sur via Isnello, qui donnait accès aux écuries, fut transformée en entrée principale.

## Architecture
La façade principale du palais donne sur le Cassaro (l’ancienne artère arabe, appelé via Marmorea sous les Normands, via Toledo avec les Espagnols et corso Vittorio Emanuele après l’unité de l’Italie), qui constitue le front nord du quartier de la Kalsa. La façade sud donne sur piazza Borsa et piazzetta Visita Poveri.
L’îlot immobilier est flanqué de deux rues étroites : via Visita Poveri (jadis via dei Berrettai) et via Isnello, qui relient le Cassaro aux anciens marchés de Fieravecchia et des Lattarini.
La façade sur le Cassaro s’articule sur trois ordres. Le bel étage projette un long balcon unique; cet étage présente sept ouvertures aux frontons triangulaires et curvilignes, dominées par les lucarnes du second entresol.
Au centre de la façade, entre deux colonnes toscanes monolithiques en marbre africain, s’ouvrait la porte cochère, aujourd’hui disparue, qui donnait sur la cour d'honneur, où se trouvait l’escalier monumental, disparu lui aussi vers 1929. Le portail est surmonté d’une architrave ornée de triglyphes et de métopes, avec des feuilles d’acanthe et des mascarons léonins. Au centre de l’architrave tranchent les blasons des Licata et des Ruffo de Calabre.
Des deux autres colonnes monolithiques placées dans la cour une seule reste visible, l’autre étant englobée dans l’arrière-boutique d’un établissement commercial.

## Décorations

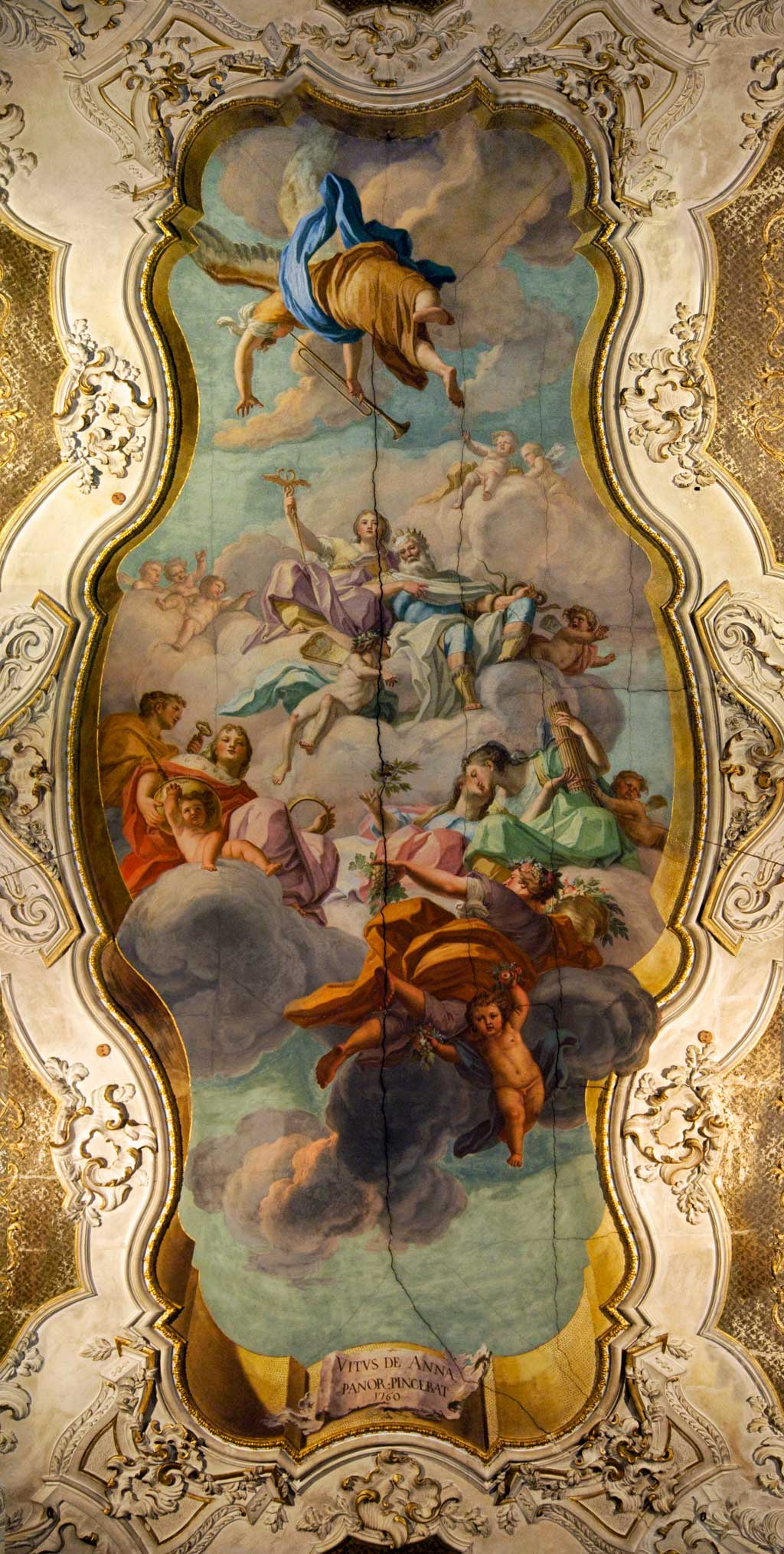
Vito d'Anna, Apothéose de Palerme, 1760. Palazzo Isnello, Palerme.

Les plafonds des deux salles principales et des autres salons sont peints à fresque et ornés de stucs dorés. Les fresques, datées 1760, sont dues à Vito d'Anna et  à Francesco Sozzi. Les tableaux dessus-de-porte du XVIIe siècle sont l'œuvre de peintres inconnus.
Le plafond de la Salle des Quatre Saisons montre le cycle de quatre fresques de Francesco Sozzi représentant les Quatre Saisons, contenus dans des cadres en forme d'ailes de papillons, solution décorative adoptée pour la première fois au Palais d’Isnello.
Dans la Salle de bal il y a l'Apothéose de Palerme, œuvre considérée comme la meilleure de la période la plus heureuse de Vito d’Anna.
Dans cette allégorie triomphale de Palerme sept figures allégoriques entourent le Génie de Palerme, ancien dieu tutélaire de la ville. Il s'agit d'une des huit représentations du genius loci de la ville, et la seule qui soit peinte.
Sur le plafond d'un salon attenant à la Salle de bal est représentée l’ascension de sainte Rosalie, patronne de Palerme. Cette fresque a été retouchée au XIXe siècle, à la manière du pointillisme.
Une autre pièce encore servait de salon chinois, le plafond présente un mélange de stucs, de céramiques polychromes et de motifs à feuille d’or.
Dans le petit salon se trouve une fresque  de l’école de Vito d’Anna, représentant une figure allégorique et un putto qui  tient en main le blason des Termine.

### Sources
- (it) Cet article est partiellement ou en totalité issu de l’article de Wikipédia en italien intitulé « Palazzo Isnello » (voir la liste des auteurs).